# Loescher
Loescher è una casa editrice italiana, con sede a Torino. È specializzata in opere scolastiche, testi universitari e classici, ma la sua fama è legata in particolare all'attività nel campo della lessicografia.

## Storia
Nel 1861 Hermann Loescher, nativo di Lipsia, rilevò una libreria a Torino. Nel 1865 ne aprì una a Firenze e, dopo il 20 settembre 1870, una anche nella nuova capitale italiana, Roma. L'attività editoriale, iniziata nel 1867, fu per diversi anni collaterale rispetto al commercio di libri.
Dopo la morte di Loescher (1892), l'attività torinese venne proseguita dalla vedova; la sede fiorentina fu ceduta al tedesco Bernhard Seeber e la libreria romana venne rilevata da Max Bretschneider e Walter Regenberg. Dall'operazione nacque la casa editrice «Ermanno Loescher & Co.». La direzione di Max Bretschneider preservò le caratteristiche editoriali, l'impronta e lo spirito impressi da Loescher.
Dagli anni successivi al 1911 i libri pubblicati dall'ex filiale romana vengono impressi con la dicitura «P. Maglione & C. Strini, Successori di Loescher & C.». Invece a Torino la libreria editrice passò alla vedova dell'editore, Sofia Rauchenegger, poi a Giovanni Chiantore, che cambiò la ragione sociale con il proprio nome.
L'azienda fu acquistata nel 1940 da Giuseppe Pavia (1901-1971), che la diresse con il figlio Maurizio. A quel tempo erano in vigore in Italia le leggi razziali fasciste: siccome i Pavia erano di religione ebraica, furono costretti ad affidarsi ad un prestanome.
Nel 1952 i proprietari ripristinarono il nome originario della casa editrice, dapprima modificando "Giovanni Chiantore" in "Loescher-Chiantore", poi sostituendolo con "Casa Editrice Loescher".
Nel 1989 la casa editrice Zanichelli acquistò la totalità delle azioni Loescher dalla famiglia di Maurizio Pavia.
Nel 2013 acquisì il catalogo della Casa Editrice D'Anna, che così diventò un marchio dell'editore torinese.

## Dizionari
Loescher è conosciuta maggiormente per le seguenti opere:
- IL - Vocabolario della lingua latina (dizionario latino-italiano/italiano-latino curato da Luigi Castiglioni e Scevola Mariotti)
- GI - Vocabolario della lingua greca (dizionario greco-italiano curato da Franco Montanari)